# Etagenwechsel
Als Etagenwechsel wird als Jargonausdruck in der Medizin das Übergreifen einer Erkrankung der oberen Atemwege (Nasen-Rachenraum) auf die unteren Atemwege (Bronchien, Lungenparenchym) bezeichnet. Im Speziellen ist dabei das Übergreifen per continuitatem einer bakteriellen oder viralen Infektion der „oberen Etage“ (Nase) auf die „untere Etage“ (Lunge) und damit die Ausweitung der Infektionskrankheit gemeint. Der Begriff wird auch bei Allergien verwendet, wenn beispielsweise eine allergische Rhinitis sich zu einer Chronischen Bronchitis oder einem Asthma bronchiale ausweitet.
Hintergrund eines Etagenwechsels ist eine veränderte Immunreaktion der verschiedenen, miteinander anatomisch verbundenen Kompartimente im Verlaufe einer Erkrankung (Einwanderung von Abwehrzellen, Produktion verschieden avider Antikörper) wie auch eine Veränderung der Virulenz eines Erregers.
Eine Sonderform ist die sogenannte Etagentuberkulose, bei der sich ein Tuberkuloseherd vom Halsbereich oder mittleren Atemtrakt per continuitatem zu einer Hauttuberkulose des Gesichts ausweitet (Lupus vulgaris).